# Костантино II (Торрес)

Юдикаты Сардинии. Торрес (Логудоро) — зелёным цветом.

Костантино II (итал. Costantino II di Torres; ум. 1198) — судья Торреса (Логудоро) с ок. 1191 года.

## Биография
Согласно договору от 1175 года, заключенному под давлением императора Фридриха I Барбароссы, республики Генуя и Пиза должны были воздерживаться от вмешательства в дела сардинских княжеств. Фактически Генуя контролировала юдикаты Торрес и Арборея, Пиза — Кальяри и Галлура.
Костантино II (дата рождения не известна) — сын Баризоне II от его первой жены Прециозы ди Оррубу.
С 1170 года — соправитель отца, после его отречения (1186) — единоличный правитель Торреса.
В 1191 году (10 июня) заключил новый договор с Генуей, предусматривающий более тесное военное сотрудничество.
В следующем году вступил в союз с судьёй Кальяри Гульельмо ди Масса и помог ему захватить Арборею, за что получил часть её территории.
Однако вскоре они поссорились, Костантино II вторгся в Кальяри, но потерпел поражение. Гульельмо захватил город Гочеано вместе с находившейся в нём Прунисендой — женой Костантино II, и её придворными дамами.
Костантино II умер не позднее 1198 года. Ему наследовал брат — Комита ди Торрес.